# Дикий (фільм, 2018)
«Дикий» (фр. Sauvage) — французький повнометражний дебютний фільм-драма режисера Каміля Відаль-Наке, що вийшов 2018 року. Світова прем'єра стрічки відбулася 10 травня 2018 року на 71-му Каннському міжнародному кінофестивалі, де вона брала участь в конкурсній програмі Міжнародного тижня критики.
2019 року фільм брав участь у міжнародній конкурсній програмі 48-го Київського міжнародного кінофестивалю «Молодість», та здобув Гран-прі фестивалю «Скіфський олень».

## Сюжет
Двадцятидворічний самотній гей Лео заробляє, продаючи своє тіло на вулиці за невеликі гроші чоловікам. Серед його клієнтів — любителі рольових ігор і сексу втрьох, інваліди та клієнти, які годяться йому в батьки. На відміну від багатьох повій, Лео вміє отримувати задоволення в ліжку, але в нього є фатальною недолік — він по-юнацькому романтичний і ранимий. Він болісно ставиться до чужого нехтування і, попри все, що бачив, не залишає надії на справжнє кохання. Він прихиляється до похмурого і незадоволеному життям «хлопця для знімання» А́хду, який не відповідає йому взаємністю.

## У ролях
- Фелікс Маріто — Лео
- Ерік Бернард — Ахд
- Ніколя Дібла — Міхал
- Філіпп Орель — Клод
- Павле Драгаш — хлопець з групи
- Мехді Будіна — хлопець з групи
- Азір Мустафік — хлопець з групи
- Хассім Мохамед Сале — хлопець з групи
- Морад Аммар — хлопець з групи
- Нуреддін Маамар — хлопець з групи
- Каміль Мюллер — хлопець з групи
- Лу Равеллі — Ана
- Ліонель Ріу — медик
- Люка Блеже — інвалід

## Знімальна група
- Автор сценарію — Каміль Відаль-Наке
- Режисер-постановник — Каміль Відаль-Наке
- Продюсер — Еммануель Жиро, Марі Сонне-Єнсен
- Оператор — Жак Жиро
- Композитор — Ромен Труійє
- Монтаж — Еліф Уленгін
- Художник-постановник — Шарлотта Касамітьяна
- Художник з костюмів — Жулі Ансель
- Кастинг — Стефані Донкер

## Нагороди та номінації
| Список нагород та номінацій фільму «Дикий»           | Список нагород та номінацій фільму «Дикий» | Список нагород та номінацій фільму «Дикий»         | Список нагород та номінацій фільму «Дикий» | Список нагород та номінацій фільму «Дикий» | Список нагород та номінацій фільму «Дикий» |
| Кінофестиваль/Кінопремія                             | Рік                                        | Категорія                                          | Номінант(и)                                | Результат                                  | Дж                                         |
| ---------------------------------------------------- | ------------------------------------------ | -------------------------------------------------- | ------------------------------------------ | ------------------------------------------ | ------------------------------------------ |
| 71-й Каннський кінофестиваль                         | 2018                                       | Гран-прі Міжнародного тижня критики                | Дикий                                      | Номінація                                  |                                            |
| 71-й Каннський кінофестиваль                         | 2018                                       | Золота камера                                      | Дикий                                      | Номінація                                  |                                            |
| 71-й Каннський кінофестиваль                         | 2018                                       | Queer Palm                                         | Дикий                                      | Номінація                                  |                                            |
| 71-й Каннський кінофестиваль                         | 2018                                       | Нагорода Фонду Луї Родерера «Зростання зірки»      | Фелікс Маріто                              | Перемога                                   |                                            |
| Міжнародний кінофестиваль у Чикаго                   | 2018                                       | Золотий Квір-Г'юго                                 | Дикий                                      | Номінація                                  |                                            |
| Єрусалимський міжнародний кінофестиваль              | 2018                                       | Приз ФІПРЕССІ                                      | Дикий                                      | Перемога                                   |                                            |
| Міжнародний фестиваль франкомовного кіно в Намюрі    | 2018                                       | Золотий Баярд за найкращий перший фільм            | Дикий                                      | Перемога                                   |                                            |
| Севільський європейський кінофестиваль               | 2018                                       | Нагорода Ocaña                                     | Дикий                                      | Номінація                                  |                                            |
| Міжнародний кінофестиваль в Сан-Паулу                | 2018                                       | Приз за найкращий фільм — Програма «Нові режисери» | Дикий                                      | Номінація                                  |                                            |
| Міжнародний кінофестиваль в Салоніках                | 2018                                       | Приз «Сирена»                                      | Дикий                                      | Номінація                                  |                                            |
| Приз Луї Деллюка                                     | 2018                                       | Найкращий перший фільм                             | Дикий                                      | Номінація                                  |                                            |
| Премія «Люм'єр»                                      | 2019                                       | Найкращий дебютний фільм                           | Дикий                                      | Номінація                                  |                                            |
| Премія «Люм'єр»                                      | 2019                                       | Найперспективніший актор                           | Фелікс Маріто                              | Перемога                                   |                                            |
| Премія Сезар                                         | 2019                                       | Найкращий дебютний фільм                           | Дикий                                      | Номінація                                  |                                            |
| 48-й Київський міжнародний кінофестиваль «Молодість» | 2019                                       | Гран-прі «Скіфський олень»                         | Дикий                                      | Перемога                                   | [ 5 ]                                      |
| 48-й Київський міжнародний кінофестиваль «Молодість» | 2019                                       | Приз «Сонячний зайчик» за найкращий ЛГБТК-фільм    | Дикий                                      | Номінація                                  | [ 5 ]                                      |
| 48-й Київський міжнародний кінофестиваль «Молодість» | 2019                                       | Спеціальна відзнака журі «Сонячний зайчик»         | Дикий                                      | Перемога                                   | [ 6 ]                                      |